# Alice Dellal
Alice Olivia Dellal (Londres, 29 de julho de 1987) é uma modelo e fotógrafa britano-brasileira.

## Biografia
Filha da mãe modelo brasileira, Andrea Dellal, e do pai iraquiano-britânico, Guy Dellal, Alice é uma herdeira e neta do magnata da propriedade, Jack Dellal, bilionário do mercado imobiliário, filho de judeus sefarditas de Bagdá.
Em 2008 ela foi o rosto de Mango e o corpo da coleção Agent Provocateur. Conhecida por sua cabeça raspada e seu visual punk, ela é a musa de Mario Testino.
Em 2011, ela foi escolhida por Karl Lagerfeld para ser a nova cara da nova campanha de bolsas 'boy' da Chanel.
Alice também é baterista do Thrush Metal, uma banda feminina de quatro melhores amigas que não apenas decidiram começar sua própria banda, mas também criaram sua própria gravadora, Sweet Dick Music. O Thrush Metal foi formado por Dellal com duas outras modelos, Emma Chitty (baixista) e Laura Fraser (vocalista), e Isabella Ramsey (guitarra), sobrinha do conde de Dalhousie. Ela agora trabalha como fotógrafa.